# Aktiv samlingsförvaltning
Aktiv samlingsförvaltning innebär att genom proaktiva val kontinuerligt arbeta med att utveckla, bevara, använda, dokumentera och tillgängliggöra samlingar utifrån förutbestämda mål.  

## Samling
Samling kan beskrivas som hopbringat materiellt och immateriellt natur- och kulturarv. En samling kan exempelvis bestå av fysiska objekt, levande zoologiska eller biologiska exemplar, miljöer, traditioner, verksamheter och bruk med kulturella, vetenskapliga eller tekniska processer. Samlingar består av primärmaterial, som kan inbegripa både permanenta samlingar och olika typer av stödsamlingar såsom en rekvisitasamling.  
Många museer förvaltar stora samlingar av objekt och information. Samlingarna har byggts upp under lång tid, ibland under flera hundra år. Museisamlingar kan betraktas som samhällets kollektiva minne. En av museernas huvuduppgifter är att förvalta och tillgängliggöra samlingarna på ett professionellt, trovärdigt och hållbart sätt, både för nutida och framtida generationer. För att kunna använda en museisamling behöver den hanteras, vårdas och struktureras. Museet behöver veta vad som finns i samlingen, varför den finns där och var objekten för närvarande befinner sig. Samlingen behöver vara i gott skick och tillräcklig information behöver finnas för att den ska kunna användas och tillgängliggöras på olika sätt.   

### Samlingsförvaltning
Samlingsförvaltning beskrivs av Riksantikvarieämbetet som det sätt på vilket en organisation väljer att planera, strukturera, utföra, utveckla, följa upp och kommunicera arbetet med samlingen. Samlingsförvaltning är en angelägenhet för alla som arbetar med eller kommer i kontakt med samlingar. Samlingsförvaltning omfattar alla de aktiviteter och arbetsuppgifter som har att göra med skötseln av ett museums samling.  
Samlingsförvaltning omfattar att:  
- Utveckla samlingarna (exempel på aktiviteter: insamling och accession, signifikansbedömning och samlingsöversyn samt gallring)

- Hantera information om samlingarna (exempel på aktiviteter: katalogisering och digitalisering, kontroll av placering, inventering och granskning, försäkrings- och rättighetsfrågor)
- Tillgängliggöra samlingarna (exempel på aktiviteter: utlån och inlån, analog och digital förmedling som utställningar, visningar och olika sorters bruk av samlingen, forskning)
- Vårda samlingarna (exempel på aktiviteter: aktiv och förebyggande konservering, kontroll av objektens tillstånd, riskhantering, säkerhet, magasinering, skadedjurskontroll, övervakning och styrning av inomhusmiljön)

### Aktiv samlingsförvaltning
Aktiv samlingsförvaltning beskrivs i utredningen om en ny museipolitik  som att vårda och bevara samlingarna, genom urval och accession se över tillförsel och avhändande av föremål för att kunna vidareutveckla samlingarna samt tillse att de används i verksamheten. En “aktiv förvaltning” av samlingar omfattar således att “samla in, vårda, använda och gallra” i syfte att nå verksamheternas mål.  
Skillnaden mellan aktiv samlingsförvaltning och samlingsförvaltning utgörs av de medvetna, kunskaps- och kompetensbaserade beslut som kontinuerligt fattas för att förvaltning av samlingarna långsiktigt ska kunna drivas mot verksamhetens mål. Skillnaden utgörs med andra ord av de aktiva val och prioriteringar som beslutsprocessen omfattar; på vilket sätt man agerar, när, hur ofta, vem som gör det och varför. Där samlingsförvaltning handlar om informationshantering, omfattar istället aktiv samlingsförvaltning att proaktivt säkerställa att denna information finns tillgänglig lång tid framöver. Där samlingsförvaltning handlar om att vårda samlingarna, omfattar istället aktiv samlingsförvaltning att aktivt och kontinuerligt fatta analyserande beslut kring samlingarnas långsiktiga vård.